# Anne Hähnig

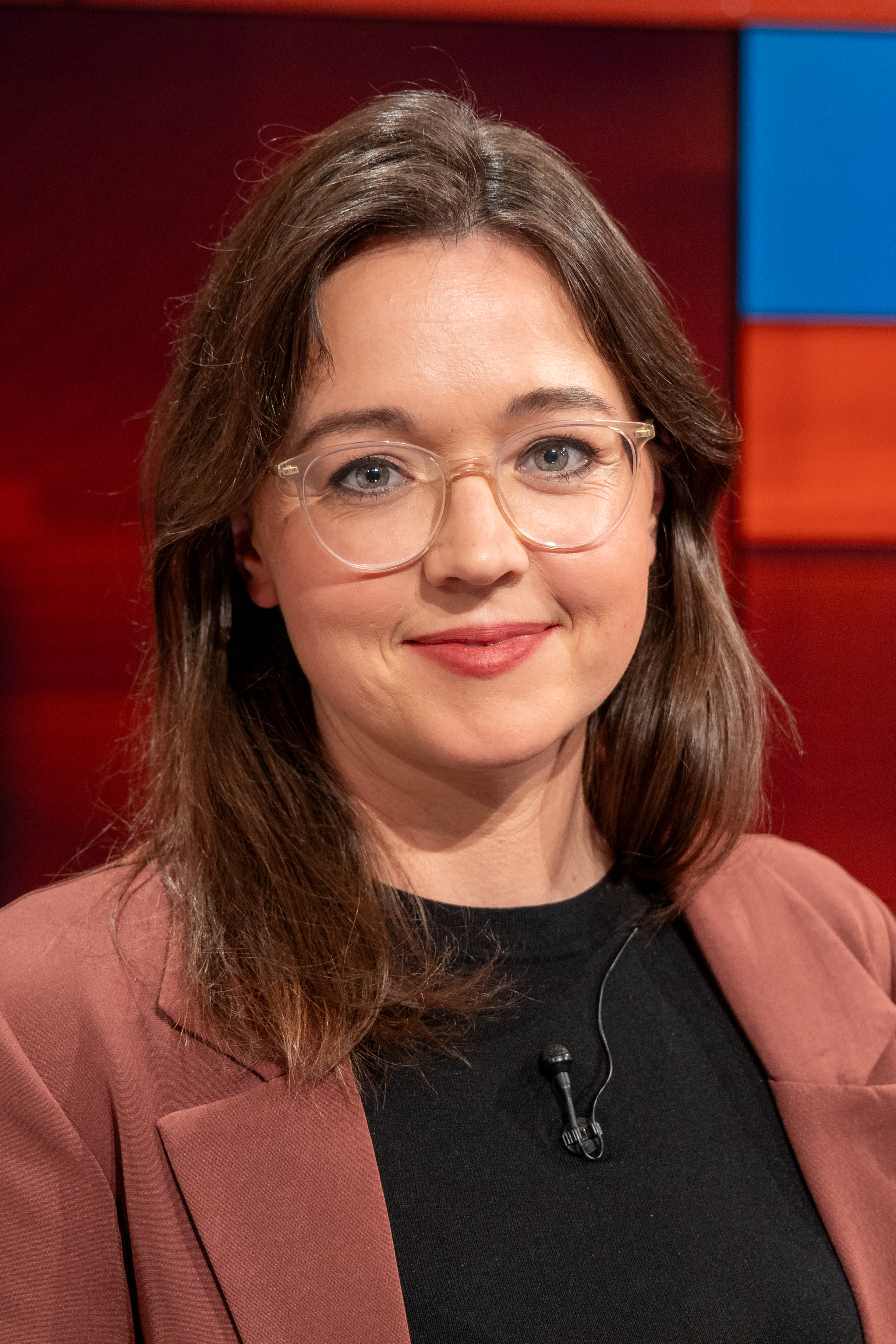
Anne Hähnig (2023)

Anne Hähnig (* 1988 in Freiberg) ist eine deutsche Journalistin. Seit 1. März 2024 ist sie Redaktionsleiterin bei „Zeit Online“.

## Leben
Hähnig studierte Politikwissenschaft in Leipzig. Anschließend besuchte sie die Deutsche Journalistenschule in München. Seit 2012 arbeitet sie für Die Zeit und war auch als freie Mitarbeiterin der Freien Presse in Chemnitz tätig. 2021 wurde sie zunächst stellvertretende Ressortleiterin „ZEIT im Osten“ und übernahm im gleichen Jahr das Ressort. Hähnig wurde im März 2024 Teil der vierköpfigen Redaktionsleitung bei „Zeit Online“.

## Auszeichnungen
2023 kürte das Medium Magazin sie zur Journalistin des Jahres in der Kategorie „Politik“ mit der Jurybegründung: „Die neue große Ost-West-Debatte begann im Februar mit Oschmanns ‚Der Osten: eine westdeutsche Erfindung‘, drehte immer neue Volten, über Döpfners ‚Ossi‘-Äußerungen bis zu den AfD-Umfragehochs. Wie Hähnig diese Debatte und ostdeutsche Perspektiven in all ihrer Breite in die ‚Zeit‘ holte, setzt Maßstäbe. Sie ermöglicht, dass das Publikum diese gesamtdeutsch geführte Debatte differenziert nachvollziehen kann.“